# Arbois (Rebsorte)
Arbois ist eine Weißweinsorte, die vorwiegend an der Loire (siehe auch Loire (Weinbaugebiet)) angebaut wird. Zugelassen ist die Sorte in den Weinen der Touraine, Cheverny und Valençay.

## Herkunft, Abstammung
Die Rebsorte stammt aus Frankreich. Sie ist ein Heunisch-Abkömmling – die Kreuzungspartner sind noch nicht genau bekannt.

## Verbreitung
In Frankreich betrug die Fläche 1958 1282 ha, 1999 415 ha und 2013 205 ha.

## Ampelografische Sortenmerkmale
- Die Triebspitze ist offen. Sie ist weißwollig behaart, mit karminrotem Anflug. Die gelbgrünen Jungblätter sind leicht wollig behaart.
- Die kleinen blaugrünen Blätter sind dick, meist ganz oder schwach lappig. Die Stielbucht ist lyren-förmig geschlossen. Das Blatt ist stumpf gezähnt. Die Zähne sind im Vergleich der Rebsorten mittelgroß. Die Blattoberfläche ist blasig derb.
- Die kegel- bis walzenförmige Traube ist klein und länglich gestreckt. Die leicht ovalen Beeren sind klein und von weiß-goldener Farbe. Die Beeren sind sehr saftig.

Reife: reift ca. 15 Tage nach dem Gutedel und gilt damit noch als früh reifend.

## Eigenschaften
Die wüchsige Sorte ergibt mit 40–80 hl/ha einen mittleren bis hohen Ertrag.

## Wein
Im Vergleich zur Rebsorte Chenin Blanc verfügen die Weine über einen geringeren Säuregehalt, sind weicher aber auch weniger strukturiert. Mit Arbois werden sowohl sortenreine als auch Verschnittweine mit Chardonnay oder Sauvignon Blanc hergestellt. Sie hat jedoch nichts mit den gleichnamigen Weinen aus der Appellation im Jura zu tun.

## Synonyme
Arbois, Blanc Verdet, Herbois, Menu Pineau, Menu Pineau De Vouvray, Orboe, Orbois, Orboue, Petit Pineau, Pinot Verdet, Verdet.